# Inelegibilidade
Inelegibilidade é o termo que define quando um candidato ou canditata está impedido legalmente de disputar eleições.
A inelegibilidade é o estado jurídico negativo de quem não possui elegibilidade, seja porque nunca a teve seja porque a perdeu. Quem não tem elegibilidade, por não possuir o registro de candidatura em razão da ausência de algum dos seus pressupostos, é originariamente inelegível, ou seja, não possui o direito de ser votado. Trata-se da inelegibilidade inata, comum a todos aqueles que não preencham qualquer das condições de elegibilidade, próprias ou impróprias, ou mesmo que não preencham algum pressuposto de admissibilidade do processo de pedido de registro de candidatura.
A elegibilidade é o direito de ser votado, que nasce do registro de candidatura, depois de preenchidas pelo interessado todas as condições de elegibilidade previstas para o cargo a ser disputado. As condições de elegibilidade são os pressupostos ao registro de candidatura previstos na Constituição Federal (art.14, § 3º) ou em normas infraconstitucionais (indicação em convenção partidária, por exemplo, prevista na Lei nº 9.504/97).
A par da inelegibilidade inata, há a inelegibilidade decorrente de algum fato ilícito, aplicada como sanção que obsta o nacional de concorrer validamente a um mandato eletivo, que apenas pode ser prevista por lei complementar, na forma do § 9° do art.14 da CF/88. Denomina-se essa sanção de inelegibilidade cominada, que pode ser de duas espécies: simples ou potenciada. A inelegibilidade cominada simples é aquele que impede o nacional de concorrer na eleição em que o ilícito ocorreu ("nessa" eleição), enquanto a inelegibilidade cominada potenciada é aquela que obsta o nacional de concorrer ao mandato eletivo em um determinado trato de tempo certo ou indeterminado, dependente de alguma condição extintiva.
A inelegibilidade cominada potenciada pode alcançar mais de uma eleição, dependendo do tempo de sua aplicação prevista pelo ordenamento. Essa a razão pela qual pode existir, em uma eleição seguinte àquela em que veio a ser aplicada, o obstáculo-sanção para o deferimento do registro de candidatura, ainda que o nacional seja portador de todas as condições de elegibilidade, típicas e atípicas, e preencha os pressupostos de desenvolvimento regular do processo, fixados pela legislação ordinária.
Em resumo, na teoria proposta por Adriano Soares da Costa, a inelegibilidade classifica-se em:
1. inata - comum a todos os brasileiros que não tenham registro de candidatura;
2. cominada - decorrente da aplicação de sanção pela prática de ato ilícito, de natureza eleitoral ou não.
2.1. simples - sanção aplicada apenas à eleição em que o fato ilícito ocorreu;
2.2. potenciada - aplicada para as eleições que ocorram em determinado trato de tempo definido por lei.

Outrossim, há inelegibilidade reflexa ou relativa em razão do parentesco. De acordo com o art. 14, § 7.º da Constituição Federal de 1988 prediz que:
“são inelegíveis, no território de jurisdição do titular, o cônjuge e os parentes consanguíneos ou afins, até o segundo grau ou por adoção, do Presidente da República, de Governador de Estado ou Território, do Distrito Federal, de Prefeito ou de quem os haja substituído dentro dos seis meses anteriores ao pleito, salvo se já titular de mandato eletivo e candidato à reeleição.”
O objetivo da norma é evitar a perpetuação da mesma família no poder, por meio de seu prestígio.  A fim de evitar fraudes no sistema eleitoral foi editada a Súmula Vinculante n.18/2009, o STF pacificou que:
“a dissolução da sociedade ou do vínculo conjugal, no curso do mandato, não afasta a inelegibilidade prevista no § 7.º do artigo 14 da Constituição Federal. ”
Ademais, a vedação também inclui as uniões estáveis homoafetivas.